# Abdij van Larreule
De Sint-Pietersabdij van Larreule in het Franse departement Pyrénées-Atlantiques was een benedictijnerabdij gesticht door de hertog van Gascogne, Willem Sanche aan het einde van de 10e eeuw. Zij kende haar hoogtepunt tussen de 11e en 14e eeuw en wordt beschouwd als een van de drie belangrijkste abdijen van de Béarn. Na haar achteruitgang vanaf het einde van de 14e eeuw werd ze in 1559 tijdens de godsdienstoorlogen gebrandschat en definitief gesloten in 1773. De abdijgebouwen verdwenen tijdens de Franse Revolutie.

## Geschiedenis

### Context
Aan het einde van de 10e eeuw ziet met een veelvoud aan monastieke stichting in de Gascogne. Dit onder impuls van de stichting van de abdij van Cluny en de uitbreiding van de benedictijnen. De hertog van Gascogne, willem Sanche (ca. 950 - 996) gaf een impuls aan deze beweging en de vernieuwing van Gascogne door de stichting van verschillende abdijen op strategische plaatsen in zijn hertogdom, zoals onder andere  de Sint-Vincentiusabdij te Lucq in 980, de Onze-Lievevrouweabdij te Lescar, Sint-Jan-de-Doperabdij te Sorde en 981 en de Sint-Severusabdij te Saint-Sever en 988.

### Oorsprong en stichting
Verschillend van de andere stichtingen is de oorsprong van de Abdij van Larreule vrij onbekend, voornamelijk door het verdwijnen van haar archieven en cartularia. De abdij werd gesticht onder de naam Sanctus Petrus de Regula tussen 993 en 996 volgens J.-B. Laborde, in het gehucht genaamd Barbapodium. Zij was gelegen aan een etappe van de Via Lemovicensis, een van de pelgrimsroutes naar Santiago. De stichtingsakte werd getekend door Willem Sanche, hertog van Gascogne, Centullus III (na 1004), burggraaf van Béarn, Arcius Raca, bisschop van Lescar en Loup Garcie, burggraaf van Louvigny.
De eerste abt was Centullus en de constructie van de abdij nam een twintigtal jaar in beslag. De eerste vermelding van aldaar levende monniken dateert van 1115. De abdij genoot van talrijke schenking van de hertogen van Gascogne, de burggraven van Béarn en Maremme. Een van dit laatste huis werd na het overlijden van zijn echtgenote monnik in de abdij en de bouw sterk ondersteunde, terwijl een van zijn zoons een domein te Mazerolles schonk aan abt Sanche.

### Bloeitijd
De abdij stelde beetje bij beetje zijn aanzienlijke domein samen en ontving gronden in Larreule, Uzan, Mazerolles en Momas. Ondanks de vermindering van de steun van het hertogelijke huis van Gascogne na de dood van Willem Sanche in 1032 bezet de abdij een groot territorium gelegen tussen de vallei van de Luy tot aan Sault-de-Navailles, waaronder verschillende dorpen in deze regio, onder andere Momas, Bouillon ou Riumayou. De monniken hielden de waarde van hun bezit in orde door verschillende verbetering en stichten tevens bastides te Larreule, Uzan et Mazerolles.
Gedurende enkele eeuwen was de abdij van Lerraule een van de drie belangrijkste in de Béarne samen met deze van Lucq-de-Béarn en Sauvelade. Hun abten vochten tegen Spanje aan de zijde van de burggraven van Béarn en onderhielden tevens een belangrijke rol in de handel van het bisdom Lescars waaronder zij ressorteerden en zetelden in de Staten van de Béarn.
In de 14e eeuw beheerste de abdij de bastides van Uzan, Mazerolles en Larreule, en inden er hun tienden. Daarnaast inden ze de tienden van  Bouillon,  Geus, Arget, Burgaux, Piets, Moustrou en Mascouette.

### Neergang
De neergang begon omstreeks het einde van de 14e eeuw. De abdij kende financiële problemen en in 1391 nam de abt van Larreule de inkomsten van de abdij in beslag om herstellingen te betalen aan de kerk en de abdijgebouwen. De volledige tiende van Cescau werd gebruikt op te herstellingswerken te financieren. Deze neergang versterkte zich nog in de 15e eeuw.

### De godsdienstoorlogen
De godsdienst oorlogen van de 16e eeuw hadden een zware weerslag op de abdij. In 1569 zond Johanne van Albret een protestants leger onder leiding van Gabriel Ier de Montgomery om de Béarn te heroveren op het bezettende katholieke leger. Zoals verschillende andere religieuze gebouwen in de Béarn werd de abdij van Larreule gebrandschat en tot ruïne herleid. Het schip en de apsis van de abdijkerk werd net als het romaanse kloosterpand volledig vernield.

### De herstichting van de abdij
Het klooster werd heropgericht na het herstel van de katholieke cultus in de Béarn in 1620, maar vond nooit zijn vroegere luister terug en financiële tekorten zorgden ervoor dat een herstel van de gebouwen slechts gedeeltelijk kon plaatsvinden. In de tweede helft van de 17e eeuw werd een sacristie gebouwd op de plaats van de verwoeste apsis. Aangezien aan het einde van de 17e eeuw het romaanse schip niet werd herbouwd werd een westmuur in de kerk gebouwd om dit af te sluiten en fungeerde aldus het transept als schip.

### Het einde van de abdij
De abdij ging beetje bij beetje ten onder en werd ten slotte in 1773 opgeheven. Haar archieven werden naar het bisdom Lescar overgedragen, waar ze werden vernietigd in de Franse Revolutie. Haar goederen werden aan het seminarie van Pau overgedragen.  De abdijkerk werd herbestemd tot de dorpskerk en gedurende de Franse Revolutie werden de abdijgebouwen verwoest. De huidige klokkentoren werd in het laatste kwart van de 19e eeuw aan de kerk toegevoegd.

## Beschrijving
Toentertijd een van de drie grote abdijen van de Béarne rest er thans niet veel meer dan enkele grondvesten als gevolg van de zware beschadigingen gedurende haar bestaan:
- in 1569 tijdens de godsdienstoorlogen werd de abdij gebrandschat en grotendeels verwoest.
- in 1790 en 1791 werden de heropgerichte kloostergebouwen afgebroken.

Er rest dus niet meer dan een klein deel van de abdijkerk in romaanse stijl uit de 12e eeuw en sterk gerestaureerd bij de herstellingen van de 17e eeuw. Drie romaanse kapitelen zijn nog zichtbaar en een aantal beschermde beelden van de 17e en 18e eeuw.
Het schip werd nooit herbouwd en vanaf de 17e eeuw fungeerde de oude romaanse transept als schip. Hiervoor werd een muur gebouwd om de kerk af te sluiten. Men ziet er nog een portaal van de 12e eeuw, die vermoedelijk een zijingang was. Een andere romaanse poort was vermoedelijk de toegang tot het kloosterpand. De klokkentoren werd pas in het laatste kwart van de 19e eeuw gebouwd toen de kerk reeds de parochiekerk was. Op de benedenplaats van de abdij bevindt zich een bron toegewijd door abt Bonnecaze aan sint Loup (genezing van verzweringen, tumoren).

## Abtslijst
De Gallia Christiana noemt 24 abten:
1. Centulle
2. Rabinus, onder hem werd de abdijkerk ingewijd.
3. Sanche, aan wie de hertog van Gascogne de plaats Pardines met de villa (domo) van Momas schonk
4. Richard
5. Elias, tijdgenoot van Guy de Lons
6. Odo
7. Pierre Dalmas, omstreeks 1162
8. Bernard I (Iers), omstreeks 1233
9. Arnaldus Bruni
10. Jean I, in 1308
11. Bernard II, verkozen tot abt in 1329
12. Bertrandus, in 1368
13. Guilhem (oud prior van de abdij van Lucq-de-Béarn, na 1372)
14. Raimond, in 1372
15. Arnaldus-Buillelmi, in 1436
16. Jean II de Salette, in 1482
17. Jacques de Foix, bisschop van Lescar, die Hendrik IV doopte, omstreeks 1538
18. Jean III de Caseneuve, in 1552
19. Jean IV de Sales, in 1614
20. Apollo d'Albret, in 1622 en 1625
21. N. Courtin, in 1634
22. N. Lamouroux, in 1650
23. Gaspard de Priêle of  Roque Priélé, tevens bisschop van Bayonne, na juli 1688
24. Henri-Xavier de Béthune, bisschop van Marseille (?), benoemd tot abt op 14 augustus 1688.